# 港富里
港富里，為台灣台北市內湖區之一里，屬於西湖次分區。

## 概述
港富里範圍原屬於港墘里，最後於民國79年(1990年)3月12日台北市第四期里行政區域調整中劃分新里。因由港墘里劃出，故以港字為首，富乃富貴吉祥之意。

### 里界
港富里北端以金面山山稜線鄰金瑞里；西側以港墘路和麗山高中旁山稜分別分劃港都里和港華里；東側以舊河道和內湖路二段103巷鄰湖濱里和紫陽里，以郭子儀紀念堂旁山稜區分；以南則為瑞陽里和港墘里，以文德路22巷區分。港富里段籍於環山路三段以北屬於碧湖段四小段(AC0466)，以南為碧湖段三小段(AC0467)。

## 里內設施和地點
- 內湖737商圈（內湖路一段737巷）
- 山腳公園 (內湖區)
- 內湖國民小學
- 文德一號公園
- 港富廣場
- 麗山攤販集中區

## 交通

### 捷運
港富里位於台北捷運文湖線文德站至港墘站區間。

### 道路
- 環山路三段
- 內湖路(一段為里界，二段前段於里內)
- 文德路 (臺北市)(里界)
- 麗山街

### 公車
| 編號     | 路線起迄                              | 經營業者           |
| -------- | ------------------------------------- | ------------------ |
| 0東      | 內湖－臺北車站                        | 大都會客運         |
| 21       | 捷運文德站－捷運圓山站（東湖-臺北橋） | 首都客運           |
| 28       | 大直－市政府                          | 指南客運           |
| 214      | 內湖－中和                            | 中興巴士           |
| 222      | 內湖－衡陽路                          | 大都會客運         |
| 247      | 東湖－衡陽路                          | 光華巴士           |
| 256      | 大直－松山車站                        | 指南客運           |
| 267      | 天母－金龍寺                          | 中興巴士           |
| 268      | 天母－大直                            | 光華巴士           |
| 286副    | 福德街－捷運西湖站                    | 大都會客運         |
| 287區    | 東湖－臺北橋                          | 大都會客運         |
| 551      | 內湖科技園區－捷運昆陽站              | 大南汽車           |
| 552      | 金龍寺－捷運市政府站                  | 東南客運           |
| 620      | 科學教育館－中華科技大學              | 大有巴士、光華巴士 |
| 652      | 內湖－新莊高中                        | 大都會客運         |
| 681      | 東湖－陽明山                          | 指南客運           |
| 683      | 後港里－南港高工                      | 光華巴士           |
| 內湖幹線 | 東湖－衡陽路                          | 大都會客運         |
| 紅2      | 捷運圓山站－汐止社后                  | 光華巴士           |
| 紅3      | 社子－臺北花市                        | 光華巴士           |
| 紅31     | 捷運大湖公園站－捷運民權西路站        | 三重客運           |
| 藍20區   | 南港車站－捷運劍南路站                | 光華巴士           |
| 藍27     | 內湖－捷運市政府站                    | 大南汽車           |
| 小2      | 捷運市政府站－國立臺灣戲曲學院        | 東南客運           |

## 資料來源
1. ↑  . 臺北市信義區公所.   [2021-12-06]. （原始内容存档于2021-12-08）.
2. ↑  . 臺北市鄰里服務網.   [2021-12-05]. （原始内容存档于2021-12-09）.
3. ↑  . 臺北市內湖區公所.   [2021-12-06]. （原始内容存档于2021-12-08）.
4. ↑  . 臺北市鄰里服務網.   [2021-12-06]. （原始内容存档于2021-12-08）.
5. ↑  . 地理資訊研究科學專題中心.   [2021-11-30]. （原始内容存档于2021-12-19）.
6. ↑  . 地理資訊研究科學專題中心.   [2021-11-30]. （原始内容存档于2021-12-19）.